# Lumberville
Lumberville ist ein kleines Dorf im Solebury Township, Bucks County, Pennsylvania. Lumberville befindet sich an River Road (Pennsylvania Route 32) südlich von Point Pleasant (Pennsylvania) und nördlich von New Hope (Pennsylvania) und ist ein gemeindefreies Dorf. Der historische Teil des Dorfzentrums wurde 1984 in das National Register of Historic Places aufgenommen.

## Geschichte
Amerikanische Ureinwohner vom Stamm der Lenni Lenape siedelten in diesem Gebiet ursprünglich. Die ersten weißen Einwandern zu Beginn des 18. Jahrhunderts suchten nach Kupfer, verließen die Region aber bald wieder wegen zu geringer Erträge. Im Jahr 1740 wurde „The Lumberville Hotel“ eröffnet und war Anlaufpunkt für die Fußreisenden und Händler in der Gegend. George Washington fand während des amerikanischen Unabhängigkeitskriegs keine Unterkunft hier, weil der Besitzer ein Unterstützer der britischen Krone war. Heute heißt das Hotel „Black Bass Inn“, gehört einem Autohändler in Doylestown (Pennsylvania, Bucks County) und ist sehr bekannt für seine gute Küche in der Gegend.

1775 kaufte Colonel George Wall 15 acres Land und errichtet in Lumberville zwei Mühlen, einen Laden und eine Schule. George Wall war ein bekannter Offizier während des amerikanischen Unabhängigkeitskriegs. Das Dorf wurde zu seinen Ehren damals „Wall Landings“ genannt. Mit Beginn des Baues vom Delaware Canal (heute: Delaware Canal State Park) wurden die Mühlen von George Wall abgebaut. Im Jahr 1835 mit der Einrichtung der ersten Poststation wurde der Dorfname in Lumberville umbenannt.

Im Jahre 1873 kaufte William Tinsman in Stück Land und errichtete Holzgeschäft (englisch: lumber business). Die Tinsman Familie betreibt auch heute noch das Geschäft in der 6. Generation.

## Persönlichkeiten
Der amerikanische Dichter John Greenleaf Whittier (1807–1892) lebte zeitweise in Lumberville.

Der amerikanische Maler Martin Johnson Heade (1819–1904) wurde in Lumberville geboren.